# Fundamentalismo

Execução do Grupo Fundamentalista Islâmico (Boko Haram).

O fundamentalismo é uma tendência entre certos grupos e indivíduos que se caracteriza pela aplicação de uma interpretação literal estrita às escrituras, dogmas ou ideologias, juntamente com uma forte crença na importância de distinguir o grupo interno e o grupo externo, o que leva a uma ênfase em alguma concepção de "pureza" e a um desejo de retornar a um ideal anterior do qual os defensores acreditam que os membros se desviaram. O termo é geralmente usado no contexto da religião para indicar um apego inabalável a um conjunto de crenças irredutíveis (os "fundamentos").
O termo "fundamentalismo" é geralmente considerado pelos estudiosos da religião como referindo-se a um fenômeno religioso amplamente moderno que, embora seja uma reinterpretação da religião conforme definida pelos parâmetros do modernismo, reifica a religião em reação contra as tendências modernistas, liberais e ecumênicas que se desenvolvem na religião e a sociedade em geral que ela percebe como estranha a uma tradição religiosa particular. Dependendo do contexto, o rótulo "fundamentalismo" pode ser uma caracterização pejorativa em vez de neutra, semelhante às maneiras pelas quais chamar perspectivas políticas de "direita" ou "esquerda" pode ter conotações negativas.

## História

### Protestantes americanos
O fundamentalismo surgiu como um movimento nos Estados Unidos, começando entre os conservadores teólogos presbiterianos no Seminário Teológico de Princeton no final do século XIX. Isto logo se espalhou entre conservadores da batistas e outras denominações por volta de 1910-1920. O propósito do movimento era de reafirmar antigas crenças dos cristãos Protestantes que zelosamente a defendem contra o teologia liberal, alto criticismo, darwinismo, e outros movimentos que consideram como ameaçadores ao cristianismo.
A primeira formulação das crenças do fundamentalismo americano podem ser ligadas à Conferência Bíblica de Niagara e, em 1910, à Assembleia Geral da Igreja Presbiteriana cuja doutrina se gerou o que ficou conhecido como os "cinco fundamentos":
- A inspiração da Bíblia pelo Espírito Santo e a inerrância das escrituras como resultado disto.
- O nascimento virginal de Cristo.
- A crença de que a morte de Cristo foi a redenção para o pecado.
- A Ressurreição de Jesus.
- A realidade histórica dos milagres de Jesus.

### Fundamentalismo islâmico
Os conflitos religiosos entre os Xiitas e os Sunitas desde o século VII criaram ideologistas radicais, como Ali Shariati (1933–77), mesclando conservadorismo social com fundamentalismo islâmico.